# Notoreas chioneres
Notoreas chioneres är en fjärilsart som beskrevs av Louis Beethoven Prout 1939. Notoreas chioneres ingår i släktet Notoreas och familjen mätare. Inga underarter finns listade i Catalogue of Life.